# ASK Group
 (juin 2019).
Si vous disposez d'ouvrages ou d'articles de référence ou si vous connaissez des sites web de qualité traitant du thème abordé ici, merci de compléter l'article en donnant les références utiles à sa vérifiabilité et en les liant à la section « Notes et références ».
ASK Group, Inc., anciennement ASK Computer Systems, Inc., est un fabricant de logiciels d’entreprise et de logiciels de fabrication. 
À son apogée, ASK comptait 91 bureaux dans 15 pays avant l’acquisition de la société par Computer Associates en 1994.

## Début de croissance (1972-1982)
ASK a été créée en 1972 par Sandra Kurtzig en Californie. Sandra Kurtzig a quitté son poste de spécialiste en marketing chez General Electric et a investi 2 000 dollars de ses économies pour créer l'entreprise dans son appartement.
Au début, la société a conçu un logiciel pour une variété d’applications d’entreprise. ASK a été constituée en 1974.
En 1978, Kurtzig a proposé le produit le plus important d'ASK, nommé MANMAN (à l'origine MaMa), une contraction de la gestion de fabrication. MANMAN était un programme ERP fonctionnant sur des mini-ordinateurs Hewlett-Packard HP-3000. MANMAN a aidé les entreprises de fabrication à planifier leurs achats de matériaux, leurs calendriers de production et d’autres fonctions administratives à une échelle qui n’était auparavant possible que sur des ordinateurs centraux de grande taille et coûteux. MANMAN avait initialement un prix de logiciel à cinq chiffres et était destiné aux fabricants de petite et moyenne taille. Les petites entreprises désirant la mise en œuvre la moins chère pourraient utiliser le logiciel sur un contrat à temps partagé.
MANMAN connaît un succès retentissant et parvient rapidement à dominer le marché des systèmes de fabrication et des logiciels. ASK a eu une fortune en conséquence. La société est devenue publique en 1981. Deux ans plus tard, la participation personnelle de Sandra Kurtzig dans la société valait 67 millions de dollars.

## Plateau (1983-1989)
En mars 1983, ASK procéda à sa première acquisition en achetant une société de logiciels privée, Software Dimensions, Inc., éditeur de Accounting Plus, pour 6 millions de dollars. Après avoir acquis Software Dimensions, Kurtzig l’a renommé ASK Micro et a lancé un programme de marketing agressif. ASK a trop embauché et a mal géré le canal de vente du produit, provoquant la colère des vendeurs existants et augmentant de façon fulgurante le taux de consommation de trésorerie de la société, le produit a faibli. En juin 1984, Kurtzig a annoncé qu'elle fermait ASK Micro pour un coût de 1 million de dollars et vendait aux enchères les droits de Accounting Plus. ASK n’a pas non plus redimensionné l’exécution de MANMAN sur des ordinateurs personnels. M. Kurtzig a expliqué à BusinessWeek que l’entreprise connaissait les faiblesses du marché émergent des ordinateurs personnels., « Nous avons nos empreintes digitales sur l'arme du crime » cela a tué Software Dimensions.[citation nécessaire] ASK n'a jamais vraiment trouvé sa place sur le marché des micro-ordinateurs, et a eu du mal à garder sa part de marché, elle va être érodée par la concurrence qui offrait des solutions similaires sur des plateformes plus petites.
À l’automne 1984, ASK envisageait d’offrir une version de son produit original, MANMAN, au tiers environ de son prix précédent. Mini-ordinateurs moins chers de Hewlett-Packard et Digital Equipment Corporation(DEC), les deux plates-formes matérielles du produit, ont rendu cela possible. La société espérait protéger sa part de marché avec les petites entreprises et les fabricants émergents de milieu de gamme. Cependant, en 1985, ASK a diminué à mesure que ses clients réduisaient leurs dépenses. En exacerbant le problème, Kurtzig et sa famille ont également commencé à vendre d'importants blocs de leurs actions de leur société, ce qui a déclenché une action en justice des actionnaires. Kurtzig s'est également retiré des opérations quotidiennes d'ASK. En 1984, Kurtzig a nommé Ronald W. Branniff à la présidence de la société. En 1985, il a également occupé le poste de directeur général. Kurtzig a attribué sa perte d'intérêt pour l'entreprise aux pressions exercées par la famille, ainsi qu'à d'autres facteurs. Divorcée de son mari, Kurtzig a consacré plus de temps à élever ses deux fils, âgés de 12 et 9 ans à l'époque.
Bien que la société soit restée rentable, le bénéfice et les ventes d’ASK ont diminué en 1986, tombant à 5,89 millions de dollars pour un chiffre d’affaires de 76 millions de dollars. ASK a acquis NCA Corporation pour 1987 en contrepartie de 43 millions de dollars, ce qui représentait une prime importante pour un concurrent qui l’avait battu dans deux transactions sur trois. En dépit de ces petites avancées, ASK perdait du terrain par rapport à ses concurrents. Dans le cadre de ses activités de recherche et développement, ASK a commencé à concentrer la quasi-totalité de ses ressources sur la mise à niveau et l'amélioration de produits existants au lieu d'en créer de nouveaux. Les vendeurs avaient longtemps été frustrés de devoir vendre une interface utilisateur défilante, conversationnelle et primitive (peu de temps après, le problème était que, même si tout le monde ne savait pas ce qu’était une base de données relationnelle, tout le monde en voulait une.) ASK avait perdu son avantage entrepreneurial.
Pendant ce temps, Kurtzig avait passé son temps à voyager, à écrire son autobiographie et à investir dans d'autres sociétés de technologie, mais cela s'est avéré insatisfaisant. Au milieu de 1989, le conseil d'administration d'ASK a pris contact avec Kurtzig pour lui demander de reprendre un rôle actif dans l'entreprise. Elle a accepté leur invitation. Kurtzig a piloté l'achat par ASK de Data 3 Systems pour 18,7 millions de dollars, un concurrent privé de ASK. En plus de cette expansion complémentaire, Kurtzig a commencé à réorganiser la gestion de son ancienne société, en déplaçant son organisation et ses priorités vers de nouveaux produits. Elle a modifié des détails mineurs mais importants, tels que la qualité de la nourriture et de la bière lors des célébrations du vendredi soir, dans le but de rétablir les liens entre la direction et les employés de l'entreprise. Dans le cadre de cet effort, IBM et Sun Microsystemset ouvert des bureaux internationaux en Europe et en Asie. Les améliorations ont permis d’atteindre un bénéfice de 13,5 millions de dollars en 1989.

## Déclin et vente (1990–1994)
En 1990, ASK a acheté Ingres Corporation, une société de logiciels en déclin qui a développé le système de gestion de bases de données appelé Ingres. L’accord prévoyait la vente de 30% de ASK à Hewlett-Packard et à Electronic Data Systems (EDS) pour un montant total de 60 millions de dollars, ce qui a permis à ASK de payer 110 millions de dollars à Ingres. Les actionnaires d'ASK se sont plaints de cet étrange mouvement de financement à plusieurs niveaux. L'actionnaire James Lennane, qui détenait dix pour cent des actions de la société, a annoncé qu'il tenterait de renverser le conseil d'administration de la société lors de la prochaine assemblée des actionnaires. Malgré cela, le contrat de Kurtzig s'est déroulé comme prévu.ASK utilisait déjà le logiciel Ingres dans son propre travail, reliant les services de comptabilité et de fabrication de ses clients à sa propre base de données. Hewlett-Packard a fabriqué le matériel sur lequel une grande partie du logiciel ASK était exécutée et ASK a revendu les produits Hewlett-Packard dans le cadre de ses progiciels. Hewlett-Packard et EDS avaient tous deux de solides antécédents d'implication dans des entreprises de fabrication, et cet héritage promettait d'ouvrir davantage de marchés potentiels pour ASK.
Même si cela semblait être une bonne nouvelle, ASK a obtenu des résultats médiocres au cours des prochains trimestres, en raison d'une accalmie des activités alors que la société tentait de commercialiser de nouveaux produits. Avec ses nouveaux achats, ASK a dépassé son objectif initial pour devenir une société beaucoup plus grande, mondiale et diversifiée. Le groupe unifié ASK et Ingres a réalisé un chiffre d’affaires annuel de 400 millions de dollars.
Au début des années 90, ASK s'est concentré sur le développement et l'introduction de nouveaux produits conçus pour assurer la communication entre différents systèmes et programmes informatiques. En 1992, la société a présenté Manman/x, une mise à jour de son produit phare. Manman/x a été construit sur la base de code d'un produit appelé Triton 2.2d, d'une société néerlandaise peu connue appelée Baan. ASK avait acquis les droits sur la base de code et la distribution dans les années 1990.
En 1992, ASK a été restructurée pour mieux refléter la nature de ses opérations. La société a été renommée ASK Group, Inc. et comprend trois divisions: ASK Computer Systems, Data 3 et Ingres. Après la fusion de ASK et d'Ingres, Kurtzig est devenue PDG en 1991 mais est restée non présidente exécutive jusqu'en 1992. Même si ASK semblait être en mesure de faire face à l'environnement concurrentiel difficile de l'industrie informatique, sa fortune a continué de se détériorer. Les revenus annuels d’ASK ont atteint près d’un milliard de dollars avant d’être acquis par Computer Associates en 1994.